# Ana María Olaria
Ana María García Romero, coneguda artísticament com a Ana María Olaria (Paterna, 16 de febrer de 1931) fou una cantant soprano lírica d'òpera i sarsuela valenciana.
Filla d'un baríton madrileny, va estudiar piano i cant a un col·legi religiós. Va estudiar a Milà amb Mercè Llopart i declamació, ballet i estil al Conservatori de Madrid. Va debutar al Teatro Real de Gibraltar el 1950 amb el seu pare,, després va cantar Lucia di Lammermoor al Teatro Guimerá de Tenerife en 1951, al Teatre Lope de Vega de Sevilla en 1953 i al Teatre Calderón de Madrid en 1954, el mateix any que va debutar al Gran Teatre del Liceu amb La Bohème de Giacomo Puccini (amb Manuel Ausensi) i Rigoletto de Giuseppe Verdi.
Després es dedicà a la sarsuela amb Doña Francisquita (1956), Marina (1958) amb Alfredo Kraus i Bohemios (1959). Aquell mateix any va protagonitzar amb Armando Calvo i José Moreno (amb veus prestades de Luis Sagi-Vela i Tomás Álvarez) la pel·lícula Música de ayer de Juan de Orduña. A començament de la dècada de 1960 va participar en els programes de televisió Noches del lunes i Conozca usted España, alhora que cantà La vídua alegre de Franz Lehár. Malgrat l'èxit el 1965 es va retirar dels escenaris després de cantar Las golondrinas al Teatre Principal de Sant Sebastià quan es va casar amb el doctor Del Pozo. Aleshores es va dedicar a la pedagogia musical i des del 1981 fou professora a l'Escola Superior de Cant de Madrid, de la que el 1984 el fou catedràtica.

## Premis
El 1959 va rebre el Premi especial cantants lírics atorgat pel Cercle d'Escriptors Cinematogràfics per Música de ayer.

## Discografia
- Aquella canción antigua. Ed.: Columbia-Notas Mágicas (1952)
- El barberillo de Lavapiés. Ed.: Alhambra (1955)
- Doña Francisquita, La Generala, Eva. Ed.: Montilla (1958-1959)